# NGC 3147
NGC 3147 (również PGC 30019 lub UGC 5532) – galaktyka spiralna (Sbc), znajdująca się w gwiazdozbiorze Smoka. Odkrył ją William Herschel 3 kwietnia 1785 roku. Należy do galaktyk Seyferta typu 2.
W galaktyce tej zaobserwowano supernowe SN 1972H, SN 1997bq, SN 2006gi i SN 2008fv.